# Johann Baptist Wendling
Pour les articles homonymes, voir Wendling (homonymie).
Johann Baptist Wendling, né à Ribeauvillé en Alsace le 17 juin 1723 et mort le 27 novembre 1797 à Munich, est un flûtiste et compositeur allemand de musique classique, membre de la génération fondatrice de l'école de Mannheim,.

## Biographie

### Famille
Wendling est issu d'une famille de musiciens établie à Ribeauvillé (Rappoltsweiler), où il naît le 17 juin 1723 : son père Jean Charles Wendling (1688-1773) et son grand-père Jean Charles Wendling (1664-1716) étaient tous deux musiciens.
Son frère cadet Franz Anton (1729-1786) deviendra violoniste.
Johann Baptist Wendling épouse la soprano Dorothea Spurni (1736-1811) et a une fille, Elizabeth Augusta (1752-1794), également soprano.

### Carrière

#### Zweibrücken (1745-1752)
De 1745 à 1752 environ, il est au service du duc Christian IV de Zweibrücken en tant que flûtiste et professeur de flûte. Il voyage avec le duc à Mannheim, à Paris où il se produit au Concert spirituel ainsi qu'à Berlin où il se produit quatre fois devant le roi Frédéric II de Prusse, qui lui offre une tabatière en or.
Le 9 janvier 1752, il épouse à Mannheim la nièce d'Alessandro Toeschi, la cantatrice Dorothea Spurni, qui devient une des chanteuses principales de Mannheim. Wendling retourne à Paris avec son épouse en compagnie du duc Christian IV, et le couple se produit au Concert spirituel en mars 1752.

#### Mannheim (1752-1777)
À la fin de l'année 1752, Wendling devient premier flûtiste de l'orchestre de la cour de Mannheim et professeur de flûte du prince-électeur palatin Charles-Théodore,. Il est alors membre du meilleur orchestre d'Europe, connu sous le nom d'école de Mannheim dont les rangs comptent, entre autres, Johann Stamitz, Ignaz Holzbauer, Anton Fils, Alessandro Toeschi et ses fils Carl Joseph et Giovanni Battista, Christian Cannabich et Innocenz Danzi. Tout au long de sa longue carrière à Mannheim, puis à Munich, Wendling est l'un des membres les mieux payés de l'orchestre de la cour.
Le 18 juillet 1763, Wendling se produit lors d'un concert spécialement organisé pour la famille Mozart, qui était alors en tournée en Europe, et Leopold Mozart ne tarit pas d'éloges à son sujet : « Outre de bons chanteurs, j'ai eu le plaisir d'entendre un merveilleux flûtiste, Monsieur Wendling, et l'orchestre est sans doute le meilleur d'Europe ».
Wendling retourne plusieurs fois à Paris durant les années 1770 et, en 1771-1772, il passe plus d'un an à Londres, où il a réside chez Johann Christian Bach, avec il se produit en concert.

#### Munich (1778-1790)
En 1778, lorsque le prince-électeur Karl Theodor prend la succession du prince-électeur de Bavière Maximilien III Joseph, mort sans descendance, et devient Charles-Théodore de Bavière, il transfère de Mannheim à Munich sa cour ainsi que son orchestre qui fusionne avec l'orchestre de la cour de Munich (Münchener Hofkapelle).
Wendling suit le prince électeur à Munich, comme la majeure partie de l'orchestre de Mannheim, et il y est répertorié comme premier flûtiste au moins jusqu'en 1790.
Il meurt à Munich le 27 novembre 1797.

## Œuvre
À la différence de la plupart des autres compositeurs de l'orchestre de Mannheim, Wendling composa uniquement pour son instrument, la flûte.
Son œuvre, répertioré par Emily Gunson, comporte des sonates, des duos pour deux flûtes, des trios pour flûte, violon et violoncelle, des quatuors pour flûte, violon, alto et violoncelle et plusieurs concertos,,.
Sa musique de chambre et ses concertos ont été publiés à Paris par Bérault, Le Clerc, De la Chevardière, Hugard de St. Guy et Le Menu et Boyer, à Londres par Napier, Longman, Lukey & Co, Welcker et Johnston, à Amsterdam par J. J. Hummel, Schmitt et Markordt et à Mannheim par Götz.

## Réputation, influence et élèves
Wendling était considéré comme un des meilleurs flûtistes virtuoses d'Europe.
Son influence en tant qu'interprète se retrouve dans les compositions de tous les grands compositeurs de l'école de Mannheim, ainsi que dans les œuvres de Johann Christian Bach et de Mozart.
Wendling a eu une influence considérable sur Mozart, tant sur le plan personnel que musical. Lorsque Mozart et sa mère visitent Mannheim en 1777-1778, Wendling leur apporte un soutien substantiel, les aidant à trouver un logement, leur fournissant des repas chez lui et une pièce avec un piano pour composer. En 1778, Wendling présente Mozart au duc de Guines, ce qui lui permet de donner des cours de musique à la fille du duc. À Munich, en 1780-1781, Wendling accueille chez lui les répétitions de l'opéra Idomeneo de Mozart.
L'influence pédagogique de Wendling s'est fait sentir en Allemagne et en Angleterre à travers ses élèves Johann Baptist Becke, Johann Georg Metzger, Johann Nikolaus Heroux, Jakob Heinrich Appold et Christopher Papendiek.

## Enregistrements
- Musik der Münchener Hofkapelle - Music of the Munich Court Orchestra - Toeschi - Danzi - Wendling - Cannabich , Hofkapelle München, dir. Christoph Hammer, Capriccio 10 861, 2000